# Valletjärnarna (naturreservat)
Valletjärnarna är ett naturreservat i Bräcke kommun i Jämtlands län.
Området är naturskyddat sedan 1946 och är 46 hektar stort.  Reservatet består av granskog med inslag av tall och lövträd.